# E-lancing
E-lancing, ook wel bekend als e-labour, is het aannemen van freelancewerk via online vacatures. Freelancing websites/platforms zoals Fiverr en Upwork dienen als knooppunten waar werkgevers opdrachten kunnen plaatsen en freelancers diensten kunnen aanbieden. 
Een deel van de Freelancingswebsites fungeren ook als tussenpersoon voor betalingen, waarbij de freelancer direct wordt betaald nadat het werk is afgerond maar de klant al vooraf voor de dienst betaald, dit om het risico op wanbetaling te beperken. 
Bekende Freelancingswebsites zijn Fiverr, Freelancer.com, Guru.com en Upwork. 

## Model 1 - werkgevers plaatsen opdrachten
Werkgevers plaatsen op deze sites een opdracht. Freelancers van over de hele wereld kunnen een bod uitbrengen op dergelijke opdrachten. Werkgevers die werk op deze websites plaatsen, bepalen zelf de prijs die ze bereid zijn te betalen voor de aangeboden taak. Ook kan de freelancer vaak een tegenbod doen met een andere prijsgeving. De bekendste website die dit model toepast is Upwork.

## Model 2 - freelancers plaatsen diensten
De meest bekende website die dit model toepast is Fiverr. Freelancers bieden hierbij zelf de diensten aan (vaak tegen een vooraf vastgestelde vaste prijs). Werkgevers gaan bij dit model zelf op de website het portfolio van verschillende freelancers af en kunnen dan hun bestelling plaatsen bij de meest passende kandidaat.